# 高绍
高绍（？—432年），十六国时期北燕将领。
高绍在北燕天王馮弘属下担任尚书。432年八月，馮弘派数万人出城迎战北魏军，北魏昌黎公拓跋丘击败北燕军，斩杀一万多人。高绍率领一万余家，退保羌胡固。八月初九，拓跋焘亲率大军进攻高绍的军队，斩杀了高绍。